# Frédéric Chateau
 (décembre 2022).
Si vous disposez d'ouvrages ou d'articles de référence ou si vous connaissez des sites web de qualité traitant du thème abordé ici, merci de compléter l'article en donnant les références utiles à sa vérifiabilité et en les liant à la section « Notes et références ».
Frédéric Chateau, né le 25 novembre 1964 à Paris, est un auteur-compositeur-interprète français. Issu d'une famille d'artistes, il est également réalisateur musical et producteur. Multi-instrumentiste, ingénieur du son et mixeur, il écrit et dirige de nombreux artistes depuis début 2000.

## Biographie

### Famille et débuts
Né à Paris en 1964, Frédéric Chateau participe à l'âge de 8 ans à une audition pour intégrer les Petits Chanteurs à la Croix de Bois mais il ne sera pas sélectionné. À 12 ans, à la suite d'un drame familial, il commence à faire de la musique au conservatoire de Dreux, et écrit sa première chanson. Sa famille revient en banlieue parisienne et il fonde son premier groupe de rock « Foxalone ». Ils font des concerts dans l'ouest parisien. Puis il accompagne divers groupes de métal et la chanteuse Neige au Palace à Paris au début des années 80 en première partie de Via Via. En parallèle, il suit des cours de théâtre en tant que comédien au Théâtre Montansier de Versailles. Au moment de passer son concours au conservatoire de Paris, ne s'entendant pas avec son professeur, il plaque tout pour la musique.

### Succès croissant
À 17 ans, Frédéric Chateau est membre du groupe Koeur's (oc), formation qui connaîtra un succès durant la période printemps-été 1983 avec le single Élodie, dans lequel il chante et compose en tant que leader du groupe. Le single sera vendu à 400 000 exemplaires et se hissera en haut des classements.
Après plusieurs autres singles, et dès la seconde moitié des années 1980, Frédéric Chateau entame une carrière solo de musicien, arrangeur, producteur et parolier. Les singles Stop Lucie, Le Malheur des uns et le bonheur des autres et Les Liaisons dangereuses le feront connaître du public en tant qu'interprète, les deux derniers titres entrant notamment dans le Top 50 français ; il y joue souvent de tous les instruments. C'est à ce moment-là qu'il apprend les techniques d'enregistrement et de mixage pour être totalement autonome. Il voyage en Amérique et effectuera des concerts live, seul à la guitare, notamment à New York début 1989. Il voyage beaucoup notamment en Irlande, à Venise et en Europe. Il aime suivre les traces de son héros Corto Maltese. Il sortira, entre 1987 et 1994, trois albums pop, Zoo, Liaisons dangereuses et Carpe Diem.
Par ailleurs, il compose le générique de l'émission de variétés Stars 90 animée par Michel Drucker, alors sur TF1 de 1990 à 1994.

### Nouvelle orientation
Entre 1995 et 1997, Frédéric Chateau est le chanteur du groupe « Foxalone » qui publie trois singles, Mortel week-end, Où est le mal, et Si quelqu'un me pardonne. Il fera quelques concerts en France.
Frédéric Chateau composera plusieurs musiques : pour le film Silver moumoute de Christophe Campos, produit par Luc Besson, des documentaires, le téléfilm Le crabe sur la banquette arrière de Jean-Pierre Vergne et diffusé sur France 2 ainsi que le générique de l'émission de divertissement Vivement dimanche pour Michel Drucker. Puis il commencera à composer et à réaliser une longue série de musiques pour le théâtre français qui continue encore aujourd'hui.
Il vit à Londres entre 1997 et 2002 et fonde le groupe de rock Shine, qui changera de nom pour Eden. Ils joueront des célèbres salles de rock londonienne telles que Water Rats (en) ou le Borderline.

### Les années 2000
En 2001, il fonde avec Rami Mustakim un duo électronique Mademoiselle. Ils signent avec Sony à Londres puis avec V2 en France le single Do you love me? qui connaîtra la notoriété en Europe et se classera dans les charts un petit peu partout. En 2002 sortira l'album Black Sun composé et joué par les deux amis.
Frédéric Chateau a également été le guitariste de Pascal Obispo sur la tournée Fan en 2004 où il compose la chanson Mourir demain et réalisa artistiquement sa tournée suivante, Les Fleurs du bien (2007). Il a travaillé avec le groupe d'auteurs-compositeurs intitulé Atlético music pour collaborer avec d'autres professionnels de la musique française, souvent amis de Pascal Obispo, comme Lionel Florence, Élodie Hesme ou encore Calogero.
Depuis 2002, parfois sous le pseudonyme d’Asdorve, il travaille pour de nombreux artistes en composant des musiques de chansons, notamment pour Natasha St-Pier (Mourir demain en 2004 ; Un ange frappe à ma porte en 2006), Faudel (Mon pays en 2006) et Pascal Obispo (Les fleurs du bien, 2006), L'abbé Caillou pour Patricia Kaas. Puis il compose et écrit Quoi rien pour Hélène Segara, Je vais vite pour Lorie et Plus de diva pour Julie Zenatti. Même s'il écrit les textes, il collabore souvent avec Lionel Florence, Pierre Yves Lebert, Élodie Hesme, Xavier Requena, Thierry Surgeon et Iza Loris.
Il a monté son propre studio « L'Alchimie » à Paris.

### Les années 2010
En 2011, il est le réalisateur musical de la réunion de soixante artistes au sein du Collectif Paris-Africa avec la chanson qu'il compose Des ricochets en faveur de l'Unicef pour aider la corne de l'Afrique à combattre la faim et la maltraitance des enfants. La chanson sera un gros succès en France et fera beaucoup de publicité pour L'Unicef. Les Kids United reprendront la chanson Des ricochets dans leur tournée depuis sa sortie.
En 2012, il a participe avec Ludovick Tartavel et Thierry Blanchardeau à l'enregistrement et au mixage du titre des Enfoirés, La Chanson du bénévole qu'il a composé sur un texte de Jean-Jacques Goldman, au studio de la Grande Armée à Paris (la chanson sera reprise en décembre 2017 dans la compilation Génération Enfoirés).
En 2013, il travaille en tant que compositeur et co-réalisateur sur la comédie musicale Robin des bois, laquelle fait sa première au palais des congrès en septembre. Il a composé entre autres le titre Le jour qui se rêve et toutes les musiques de scène et réalisé le double album chez EMI. Le spectacle avec M. Pokora en tête d'affiche sera l'un des plus gros succès de la comédie musicale en France avec 900 000 spectateurs et 400 000 albums vendus.
En 2013, il rencontrera l'ancien président des États-Unis Bill Clinton à Paris pour l'organisation Unitaid ; il co-composera et réalisera le single Pour une vie, pour un rêve avec Lionel Florence pour un collectif d'artiste Mission Unitaid parrainé par Bill Clinton.
En 2014, il travaille avec Matt Pokora sur l'album À la poursuite du bonheur et compose et réalise les singles Merci d'être et On est là. La même année, au théâtre de la Porte Saint-Martin à Paris, il compose et réalise la musique pour la pièce à succès Nelson avec Chantal Ladesou.
En septembre 2015, sort le single Nos vies parallèles d'Anggun et Florent Pagny, écrit et composé, réalisé par Frédéric Chateau (co-écrit avec Thierry Surgeon) avec la participation vocale de Yuri Buenaventura, qui amorce la sortie de l'album d'Anggun Toujours un ailleurs.
En février 2017, sort un single Je sors ce soir, collaboration entre la nouvelle artiste Barbara Opsomer et Frédéric Chateau, qui annonce un album né de cette récente entente musicale.
Il continue d'écrire des musiques pour le théâtre, notamment pour le metteur en scène Olivier Macé.
En 2018, il écrit, compose et réalise l'album Naïf d'Antoine Galey (finaliste de The Voice en 2016), avec le single On ne sauvera pas le monde ce soir.
En 2019, il co-écrit avec Thierry Surgeon et compose pour Yannick Noah sur l'album Bonheur indigo le single sur les migrants Peau lisse Man. La même année, en tournée dans toute la France, il compose et réalise la musique pour la pièce de Coup de griffe de Mado la Niçoise et pour le metteur en scène Olivier Macé.

### Les années 2020
En 2020, inspiré par ses voyages au Japon, il sort 25 ans après Carpe Diem, un album personnel, pop et introspectif de seize titres : Inspiré de fées réelles dans lequel il joue de tous les instruments. Il y compose tous les titres en les mixant également.
À l'hiver 2020, il signe la musique de plusieurs pièces de théâtre dont Louis XVI.fr de et avec Patrick Sébastien, mise en scène d'Olivier Lejeune ainsi qu'au théâtre des Nouveautés en 2021 à Paris pour Adieu, je reste d'Isabelle Mergault avec Chantal Ladesou et Isabelle Mergault mise en scène par Olivier Macé et Chantal Ladesou. Il signe également la musique et une chanson interprétée sur scène par Nathalie Marquay-Pernaut dans le pièce de Druart et Angonin Les Tontons farceurs en tournée et à L'Alhambra à Paris.
En 2022, il compose le single de Yannick Noah Back to Africa sur l'album La Marfée chez Play Two.
Toujours en 2022, Frédéric Chateau signe toutes les chansons d'un nouvel album personnel : « Toute ressemblance avec des personnes existantes ne serait que pure coïncidence » dans lequel il joue tous les instruments (basse-guitares-batterie-piano, etc.) et réalise et mixe les 12 titres.
En novembre de la même année, il co-signe le texte avec Barbara Pravi et compose la musique du single Oh Maman! pour Lissandro (13 ans) qui représente la France lors du Concours Eurovision de la chanson le 11 décembre à Erevan, en Arménie. Il co-réalise et joue de tous les instruments sur le titre publié chez MCA. Lissandro remporte le concours et offre un deuxième victoire pour la France à l'Eurovision junior. Devant plus de 40 millions de téléspectateurs.
Début mars 2023, il publie son premier roman Kyoto mon amour aux éditions Le sémaphore. Le thème : « désirant changer de vie, un jeune couple franco-japonais quitte Paris pour aller s'installer à Kyoto, au Japon. Rien ne se passera comme prévu. Ni leur intégration, ni leur histoire d'amour. C'est une aventure romanesque, une balade dans une ville magique ainsi qu'un regard sur la société japonaise, à la fois tendre et incisif ».
Composition de la musique pour la pièce La stratégie du pire pour la pièce de Cyril Necker au théâtre des enfants du paradis à Paris. Mise en scène O.Mace et L.Guillet. Une comédie d'intrigue qui se passe dans un futur proche.
Mi-mars 2023, pour Louis Bertignac (Téléphone - Les insus) il compose, co-écrit (le texte avec Thierry Surgeon) et co-réalise (avec Jerome Favier), le single Le film de ma vie issu de l'album Dans le film de ma vie. Frédéric y joue de tous les instruments: percussions, guitares, guitare solo, piano, basse, claviers et chœurs et est aussi ingénieur du son prises pour les instruments. Le fils du Beatles Ringo Star - Zak Starkey joue la batterie sur le titre
Début Juin, l'album de Louis Bertignac: " Dans le film de ma vie " sort chez Barlcay. Frederic Chateau y écrit, compose et co-réalise  "Allez vite ". Il y joue   les instruments: percussions, guitares, guitare, piano, basse, claviers et chœurs et est aussi ingénieur du son prises. 

## Discographie
[style à revoir]

### Singles
Au sein du groupe Koeur's :
- Élodie (1983)
- Flirt (1984)
- Lolly Pop (1984)
- Les Clefs du Paradis (1985)
- Oops Marilyn (1986)

Carrière solo :
- Stop Lucie (1987)
- Quand la pluie tombera (1988)
- Le Malheur des uns et le bonheur des autres (1988) #28[5]
- Ferme les yeux (1989)
- Elle a quitté la maison (1990)
- Les Liaisons dangereuses (1991) #34[5]
- Le mélange toi et moi (1991)
- Love guérilla (1993)
- J'me laisse tomber (1994)

### Albums
Au sein du groupe Koeur's :
- Allo Élodie (1983)

Carrière solo :
- Zoo (1989)
- Les Liaisons dangereuses (1991)
- Must (compilation, 1993)
- Carpe Diem (1994)
- Inspiré de fées réelles (2020)
- Toute ressemblance avec des personnes existantes ne serait que pure coïncidence (2022)

### Collaborations

#### Courts-métrages
Composition de musique :
- 1997 : Le jeu de la clé de Michel Hassan avec Alain Bashung
- 2003 : Silver Moumoute de Christophe Campos avec Zinedine Soualem

#### Télévision
Composition de musique et génériques :
- 1990-1994 : Stars 90, émission présentée par Michel Drucker (TF1)
- 1996 : Le Crabe sur la banquette arrière, téléfilm avec Macha Méril pour France 2
- Depuis 1998 : Vivement dimanche, émission présentée par Michel Drucker et diffusée sur France 2 puis France 3.

#### Théâtre
Composition de musiques de scène :
- 2000 : Ladies Night d'Antony Mc Carten, Stephen Sinclair, Jacques Collard, mise en scène de Jean-Pierre Dravel, Théâtre Rive Gauche
- 2001 :
  - Ma femme est folle de Jean Barbier, mise en scène de Jean-Pierre Dravel, Théâtre des Nouveautés
  - Bon appétit, messieurs ! de Jean Galabru, mise en scène de  Jean-Pierre Dravel, Théâtre Comédia
- 2002 :
  - Giroise de Jean-Claude Carrière, Théâtre du Guichet Montparnasse
  - Faut-il tuer le clown ? de Jean-François Champion, mise en scène de Jean-Pierre Dravel, Théâtre Comédia
- 2003 : Un homme parfait de Michel Thibaud, mise en scène de Jean-Pierre Dravel, Théâtre de la Michodière
- 2004 :
  - Les Amazones de Jean-Marie Chevret, mise en scène de Jean-Pierre Dravel, Théâtre Rive Gauche, Théâtre des Bouffes-Parisiens en 2005, Théâtre Rive Gauche en 2006
  - Copier/Coller de Jean-Marie Chevret, mise en scène de Jean-Pierre Dravel, Théâtre Michel
- 2005 : Love ! Valour ! Compassion ! de Terence Mc Nally, mise en scène de Jean-Pierre Dravel et Olivier Macé, Théâtre de la Porte-Saint-Martin
- 2007 : Les Amazones, trois ans après de Jean-Marie Chevret, mise en scène de Jean-Pierre Dravel, Théâtre de la Renaissance
- 2009 : Ma femme est folle de Jean Barbier, mise en scène de Jean-Pierre Dravel, Théâtre des Nouveautés
- 2014 : Nelson de Jean-Robert Charrier, mise en scène de Jean-Pierre Dravel, Théâtre de la Porte-Saint-Martin
- 2015 : Père et manque de Pascale Lécosse, avec Véronique Jannot, Frédéric Van den Driessche, mise en scène de Olivier Macé
- 2018 :
  - Ça reste entre nous de Brigitte Massiot. Mise en scène de Olivier Macé
  - C'est pas du tout ce que tu crois de Élodie Wallace et Manu Rui Silva avec Séverine Ferrer, Norbert Tarayre, Danièle Évenou. Mise en scène de Olivier Macé.
- 2019 :
  - Coup de griffe de Mado la Niçoise, tournée. Mise en scène de Olivier Macé
  - Gina et Cléopâtre de Ariane Bachelet et Olivier Macé, tournée. Mise en scène de Olivier Macé
- 2020 :
  - Double jeu de Brigitte Massiot, théâtre du Gymnase. Mise en scène de Olivier Macé
  - Louis XVI.fr de Patrick Sebastien, mise en scène de Olivier Lejeune
- 2021 :
  - Adieu je reste d'Isabelle Mergault. Mise en scène de Olivier Macé
  - Les tontons farceurs de Bruno Druart et Patrick Antonin. Mise en scène de Olivier Macé
- 2022 : Bas les masques de Bruno Druart et Patrick Antonin. Mise en scène de Olivier Macé.
- 2023 : la stratégie du pire de Cyril Necker au theatre les Enfants du paradis à Paris. Mise en scène de Olivier Macé et Laurence Guillet.

#### Musique
Frédéric Chateau utilise fréquemment le pseudo « Asdorve » lors de ses collaborations :
- 2002 : Mademoiselle - co-compose le titre Do you love? ;
- 2003 :
  - Demandez à mon cheval sur l'album Ailleurs land de Florent Pagny ;
  - L'abbé Caillou avec Pascal Obispo sur l'album Sexe fort de Patricia Kaas ;
  - Pascal Obispo et Natasha St-Pier, le single Mourir demain sur l'album L'instant d'après de Natasha St-Pier  et Fan de Pascal Obispo - Numéro 1 des charts ;
- 2004 : Thierry Cham, Huitième merveille (nomination révélation de l'année aux NRJ Music Awards) ;
- 2006 :
  - Natasha St-Pier, 8 titres sur l'album Longueur d'ondes dont la chanson Un ange frappe à ma porte - Numéro 1 des charts. Il chante en duo avec elle sur le single Ce silence ;
  - Lorie, sur l'album 2lor en moi ? pour qui il a écrit les titres 2lor en moi ?, L’Amour autrement, Je vais vite - Numéro 3 des charts -  Play, et On ne grandit vraiment jamais. Il réalise également sa tournée 2008 Le Tour 2Lor ;
- 2007 :
  - Faudel, sur l'album Mundial Corrida, avec le single Mon pays - Numéro 1 des charts -  et 6 titres sur l'album ;
  - Pascal Obispo, il compose trois chansons de l'album Les Fleurs du bien ; - Numéro 1 des Charts - Le chanteur idéal Il voulait de l'eau, Amen ;
- 2009 : Julie Zenatti, tout l'album de Plus de diva ;
- 2010 : William Baldé, sur le single Pas mes papiers ;
- 2011 :
  - Hélène Segara, compose trois titres dont Quoi rien et en réalise six sur l'album Parmi la foule ;
  - Lorie, sur l'album Regarde-moi dont le single Dita ;
- 2012 : M. Pokora, collabore à l'album À la poursuite du bonheur sur les titres Merci d'être, On est là, et Je voudrais vous dire - Numéro 1 des charts ;
- 2013 : Mission Unitaid : Pour une vie, pour un rêve ;
- 2013-2014 : Robin des bois, le spectacle musical : Le jour qui se rêve, Si l'amour existe, À nous, 15 ans à peine, Devenir quelqu'un, etc., et les musiques de scène - Numéro 1 des charts ;
- 2015 :
  - Barbara Opsomer, single et album Je sors ce soir ;
  - Florent Pagny et Anggun, single Nos vies parallèles ainsi que l'album Toujours un ailleurs pour Anggun ;
- 2018 : Antoine Galey : single On ne sauvera pas le monde ce soir et l'album Naïf ;
- 2019 : Yannick Noah : single Peau lisse Man ;
- 2020 : Frédéric Chateau : album Inspiré de fées réelles (son propre album) : il a écrit et composé les 16 titres, écrits avec l'aide d'auteurs comme Pierre-Yves Lebert, Thierry Surgeon et Xavier Requena ;
- 2022 :
  - Yannick Noah, composition du single Back to Africa ;
  - Frédéric Chateau : album Toute ressemblance avec des personnes existantes ne serait que pure coïncidence (12 titres inédits) ;
  - co-écriture du texte avec Barbara Pravi et composition du single Oh Maman! pour Lissandro, gagnant du Concours Eurovision de la chanson junior 2022.
- 2023 : Louis Bertignac, composition, co-écriture du texte et co-réalisation du single "le film de ma vie" dans l'album: "dans le film de ma vie"
- 2023 : Louis Bertignac, composition, écriture  et co-réalisation du single "allez vite" dans l'album: "dans le film de ma vie"

#### Associations humanitaires
- 2009 : Frédéric Chateau a aussi travaillé avec des artistes anglo-saxons et américains comme The Score[réf. nécessaire] - Gary Go - The Pandering[réf. nécessaire] - Mastershortie[12].
- 2011 : Réalisateur musical de la réunion de soixante artistes au sein du Collectif Paris-Africa avec la chanson qu'il compose : Des ricochets en faveur de l'UNICEF pour aider la corne de l'Afrique à combattre la faim et la maltraitance des enfants[9].
- 2013 : Réalisateur musical et co-compositeur du single du collectif Mission Unitaid : Pour une vie, pour un rêve en faveur de Unitaid parrainé par Bill Clinton.
- 2014 : Il a également participé avec Ludovick Tartavel et Thierry Blanchardeau à l'enregistrement et au mixage du dernier titre des Enfoirés, La Chanson du bénévole composée par Frédéric Chateau avec un texte de Jean-Jacques Goldman, au studio de la Grande Armée à Paris[13].

#### Comédie musicale
En 2013, il a travaillé en tant que compositeur et co-réalisateur de la comédie musicale Robin des bois. Il en a composé (entre autres) le titre Le jour qui se rêve et toutes les musiques de scène, puis a réalisé le double album chez EMI.

## Romans
- 2023 : Kyoto mon amour. Premier roman publié aux éditions Le sémaphore

## Récompenses
Trophée de la nouvelle affiche lors de l'émission La nouvelle affiche présentée par Julien Lepers en 1987 pour sa chanson Stop Lucie.